# باروری زیر سطح جایگزینی

کشورها بر اساس نرخ زاد و ولد (CBR) در سال ۲۰۱۴

نرخ باروری جهانی در سال ۲۰۲۰

باروری زیر سطح جایگزینی (انگلیسی: Sub-replacement fertility) حدی از میزان کلی باروری(TFR) است که اگر پایدار باشد، منجر به کاهش جمعیت هر نسل به نسل قبل در آن منطقه جغرافیایی می‌شود. اداره جمعیت سازمان ملل باروری زیر سطح جایگزینی را چنین تعریف کرده است: هر مقداری کمتر از تخمینا ۲٫۱ کودک متولد شده به ازای هر زن در سن زادآوری، که البته در برخی کشورهای در حال توسعه به علت نرخ مرگ و میر زیادتر تا ۳٫۴ نیز قابل ارتقا است.
تا سال ۲۰۱۰، حدود ۴۸ درصد (۳٫۳ میلیارد نفر) از جمعیت جهان در کشورهایی با نرخ باروری کمتر از سطح جایگزینی زندگی می‌کنند. علی‌رغم این، بیشتر این کشورها هنوز به علت مهاجرت، تکانه جمعیتی و افزایش امید به زندگی در حال رشد جمعیت هستند. این موضوع شامل اغلب کشورهای اروپا، کانادا، استرالیا، برزیل، روسیه، ایران، تونس، جمهوری خلق چین و ایالات متحده آمریکا می‌شود. کشورهایی که کمترین نرخ باروری را دارند در کشورهای توسعه یافته شرق آسیا هستند که عبارتند از سنگاپور، هنگ کنگ و کره جنوبی. تنها کشورهای معدودی به استمرار طولانی مدت نرخ باروری کمتر از سطح جایگزینی به همراه عوامل دیگر نظیر مهاجرت دچار افت جمعیت شده‌اند نظیر ژاپن، آلمان، لیتوانی و اوکراین. تا سال ۲۰۱۹ میزان نرخ باروری در جهان از ۰٫۹۲ در کره جنوبی تا ۷٫۰۳ در نیجر متغیر است. در سال ۲۰۲۰ متوسط نرخ باروری جهانی ۲٫۴ کودک متولد شده به ازای هر زن است.